# Natal'ja Meščerjakova
Natal'ja Alekseevna Meščerjakova (in russo Наталья Алексеевна Мещерякова?; 1º giugno 1972) è un'ex nuotatrice sovietica, dal 1992 russa.

## Carriera
Ha fatto parte della staffetta che ha vinto la medaglia d'argento nella 4x100m misti alle Olimpiadi di Barcellona 1992.

## Palmarès
- Olimpiadi

Barcellona 1992: bronzo nella 4x100m misti.
- Mondiali

Roma 1994: argento nei 50m stile libero e bronzo nella 4x100m stile libero.
- Europei

Sheffield 1993: argento nella 4x100m misti e bronzo nella 4x100m stile libero.
Siviglia 1997: oro nei 50m stile libero, argento nella 4x100m misti e bronzo nella 4x100m stile libero.